# Ruta Nacional 66 (Colombia)
La Ruta Nacional 66 es una carretera de tipo transversal que actualmente inicia en Barrancabermeja (departamento de Santander), y finaliza en Arauca (departamento de Arauca) sobre el Puente Internacional José Antonio Páez que cruza el río Arauca en la frontera con Venezuela. con tramos entrecortados de La Lizama (Barrancabermeja) a La Fortuna (Barrancabermeja) cuyo tramo hace parte de la Ruta Nacional 45, de Palenque (Bucaramanga) a Bucaramanga cuyo tramo hace parte de la red urbana de Bucaramanga, de Pamplona a La Lejía (Cácota) cuyo tramo hace parte de la Ruta Nacional 55 y de Saravena a Tame cuyo tramo hace parte de la Ruta Nacional 65.	
La ruta fue establecida por la Resolución 3700 de 1995 del Ministerio de Transporte (la cual modificaba la Resolución 830 y 9300 de 1992 del Ministerio de Obras Públicas) con un trayecto inicial que atraviesa Porcesito (cruce ruta 25 C) - Cisneros - San José de Nus - Puerto Berrío - Puerto Olaya - cruce ruta 45 / La Fortuna - La Renta - Girón - Bucaramanga - Pamplona - Cúcuta - Puerto Santander - Puente Internacional La Unión. No obstante, con la Resolución 339 de 1999 y la Red Vial Nacional establecida por el INVIAS, su trayecto fue redefinido y actualmente atraviesa Barrancabermeja - Cruce Ruta 45 (La Lizama) - Cruce Ruta 45 (La Fortuna) - Bucaramanga - Pamplona / La Lejía - Saravena / Tame - Betoyes - Puerto Jordán - Panamá de Arauca - La Antioqueña - Arauca.	
Actualmente se encuentra conformada por 6 tramos y 1 ramal con una longitud aproximada de 552,49 km. los cuales 338,94 km. se encuentran a cargo del INVIAS y 213,55 km. se encuentran en concesión por la ANI. Del total de la ruta, 426,22 km. aproximados se encuentran pavimentados (378,66 km. en buen estado, 37,48 km. en estado regular, 10,08 km. en mal estado) y 112.02 km. se encuentran en afirmado o sin pavimentar  (26,06 km. en buen estado, 45,49 km. en estado regular, 40,47 km. en mal estado). 14,25 km. se encuentran sin analizar por el INVIAS o se encuentran en proceso de intervención.

## Tramos

### Tramos actuales[2]
| Código | Tramo                                       | Administración         | Longitud km. |
| ------ | ------------------------------------------- | ---------------------- | ------------ |
| 6601   | Barrancabermeja - Cruce Ruta 45 (La Lizama) | Concesión ANI          | 30,00        |
| 6602   | Cruce Ruta 45 (La Fortuna) - Bucaramanga    | INVIAS / Concesión ANI | 72,69        |
| 6603   | Bucaramanga - Pamplona                      | Concesión ANI          | 120,51       |
| 6604   | La Lejía - Saravena                         | INVIAS                 | 150,00       |
| 6605   | Tame - Corocoro                             | INVIAS                 | 131,97       |
| 6606   | Corocoro - Arauca                           | INVIAS                 | 44,28        |

### Tramos eliminados o anteriores
| Código | Tramo                                                     | Situación Actual                  |
| ------ | --------------------------------------------------------- | --------------------------------- |
| 6601   | Porcesito (cruce ruta 25 C) - Cisneros                    | Tramo 6205 de la Ruta Nacional 62 |
| 6602   | Cisneros - Puerto Berrío Cruce ruta 45                    | Tramo 6206 de la Ruta Nacional 62 |
| 6603   | La Fortuna - Bucaramanga                                  | Tramo 6602 de la Ruta Nacional 66 |
| 6604   | Bucaramanga - Pamplona                                    | Tramo 6603 de la Ruta Nacional 66 |
| 6605   | Pamplona - Cúcuta                                         | Tramo 5505 de la Ruta Nacional 55 |
| 6606   | Cúcuta - Puerto Santander - Puente Internacional La Unión | Tramo 5507 de la Ruta Nacional 55 |

## Pasos y variantes

### Pasos y variantes actuales
| Departamento  | Código | Paso o Variante | Administración | Longitud km. |
| ------------- | ------ | --------------- | -------------- | ------------ |
| No Disponible |        |                 |                |              |

### Pasos y variantes eliminados o anteriores
| Departamento  | Código | Paso o Variante | Situación Actual |
| ------------- | ------ | --------------- | ---------------- |
| No Disponible |        |                 |                  |

## Ramales

### Ramales actuales
| Departamento       | Código | Ramal                         | Administración | Longitud km. |
| ------------------ | ------ | ----------------------------- | -------------- | ------------ |
| Santander          | 66ST02 | Te de Aeropuerto - Aeropuerto | Concesión ANI  | 3,04         |
| Norte de Santander | 66NSA  | Variante Pamplona             | Concesión ANI  | 4            |

### Ramales eliminados o anteriores
| Departamento       | Código | Ramal                                       | Situación Actual                                     |
| ------------------ | ------ | ------------------------------------------- | ---------------------------------------------------- |
| Norte de Santander | 66NS01 | La Laguna - Silos - Bábega                  | Red Vial Secundaria Departamental (55NS01)           |
| Norte de Santander | 66NS02 | Ramal a Mutiscua                            | Red Vial Secundaria Departamental                    |
| Norte de Santander | 66NS03 | Altamira - Salazar - Puente Gómez           | Red Vial Secundaria Departamental (66NS05)           |
| Norte de Santander | 66NS04 | Ramal a Pamplonita                          | Red Vial Secundaria Departamental (55NS03)           |
| Norte de Santander | 66NS05 | El Diamante - Chinácota                     | Red Vial Secundaria Departamental (55NS04)           |
| Norte de Santander | 66NS06 | Ramal a Bochalema                           | Red Vial Secundaria Departamental (55NS05)           |
| Norte de Santander | 66NS07 | La Donjuana - Durania - Sucre               | Red Vial Secundaria Departamental (55NS06)           |
| Norte de Santander | 66NS08 | La Donjuana - Chinácota Ragonvalia - Herrán | Red Vial Secundaria Departamental (55NS07-55 NS07-1) |
| Norte de Santander | 66NS09 | Cúcuta - San Cayetano - Cornejo             | Red Vial Secundaria Departamental (55NS08)           |
| Norte de Santander | 66NS10 | Cúcuta - Dos Ríos - San Faustino - La China | Red Vial Secundaria Departamental (55NS09)           |
| Santander          | 66ST01 | Primavera - Cantimplora                     | Red Vial Secundaria Departamental (62ST01)           |
| Santander          | 66ST02 | Ramal a Tona                                | Red Vial Secundaria Departamental (66ST01)           |

## Subramales

### Subramales actuales
| Departamento  | Código | Subramal | Administración | Longitud km. |
| ------------- | ------ | -------- | -------------- | ------------ |
| No Disponible |        |          |                |              |

### Subramales eliminados o anteriores
| Departamento       | Código   | Subramal            | Situación Actual                             |
| ------------------ | -------- | ------------------- | -------------------------------------------- |
| Norte de Santander | 66NS03-1 | Subramal a Bagueche | Red Vial Secundaria Departamental (66NS05-1) |
| Norte de Santander | 66NS10-1 | Dos Ríos - Ricaurte | Red Vial Secundaria Departamental (55NS09-1) |

## Detalles de la ruta
En el detalle de la ruta se hace una breve descripción del trazado inicial de la Ruta Nacional por los principales sitios de Colombia por donde atraviesa separando ramo por tramo, su trazado va de sur a norte para las troncales y de oriente a occidente para las transversales.
Carreteras color rojo: Corresponden a la red vial Nacional actual.
Carreteras color naranja: Corresponden al trazado inicial de la ruta nacional que actualmente forman parte de la Red Vial Secundaria.	
	
Carreteras color marrón: Corresponden al trazado inicial de la ruta nacional que actualmente forman parte de la Red Vial Terciaria.	
Carreteras color gris: Corresponden al trazado inicial de la ruta nacional que actualmente son carreteables y no pertenecen a ninguna red vial nacional.	
Carreteras color blanco: Corresponden al trazado inicial de la ruta nacional que actualmente no existe vía construida.	

### Ruta actual[3]
| Tramo  | Tramo | Tramo         | Tramo             | Tramo        | Tramo  | Tramo | Tramo         | Tramo                                                            | Tramo              | Tramo  | Tramo | Tramo         | Tramo                        | Tramo              | Observaciones |
| Código | Ruta  | Distancia km. | Detalle Recorrido | Altitud msnm | Código | Ruta  | Distancia km. | Detalle Recorrido                                                | Altitud m s. n. m. | Código | Ruta  | Distancia km. | Detalle Recorrido            | Altitud m s. n. m. | Observaciones |
|        |       |               |                   |              | 6601   |       | Km 0          | Santander Barrancabermeja                                        |                    |        |       |               |                              |                    |               |
|        |       |               |                   |              | 6601   |       | Km 3          | Cruce a Los Laureles (Barrancabermeja) (45ST04)                  |                    |        |       |               |                              |                    |               |
|        |       |               |                   |              | 6601   |       | Km 8          | Antigua Vía a Barrancabermeja                                    |                    |        |       |               |                              |                    |               |
|        |       |               |                   |              | 6601   |       | Km 8          | Vía a San Vicente y Zapatoca (6401)                              |                    |        |       |               |                              |                    |               |
|        |       |               |                   |              | 6601   |       | Km 30         | La Lizama (Barrancabermeja) Cruce Ruta 4513                      |                    |        |       |               |                              |                    |               |
|        |       |               |                   |              | 6602   |       | Km 0          | La Fortuna (Barrancabermeja) Cruce Ruta 4513                     |                    |        |       |               |                              |                    |               |
|        |       |               |                   |              | 6602   |       | Km 14         | Peaje Río Sogamoso                                               |                    |        |       |               |                              |                    |               |
|        |       |               |                   |              | 6602   |       | Km 18         | Vía a Marta (Girón)                                              |                    |        |       |               |                              |                    |               |
|        |       |               |                   |              | 6602   |       | Km 36         | La Renta (Lebrija) Vía a San Vicente de Chucurí (4707)           |                    |        |       |               |                              |                    |               |
|        |       |               |                   |              | 6602   |       | Km 39         | Azufrada Vía a Sabana de Torres (66ST03)                         |                    |        |       |               |                              |                    |               |
|        |       |               |                   |              | 6602   |       | Km 60         | Lebrija                                                          |                    |        |       |               |                              |                    |               |
|        |       |               |                   |              | 6602   |       | Km 60         | Inicio Doble Calzada Lebrija                                     |                    |        |       |               |                              |                    |               |
|        |       |               |                   |              | 6602   |       | Km 64         | Te del Aeropuerto Cruce 66ST02                                   |                    | 66ST02 |       | Km 0          | Te del Aeropuerto Cruce 6602 |                    |               |
|        |       |               |                   |              | 6602   |       | Km 64         | Peaje Lebrija                                                    |                    | 66ST02 |       | Km 3.04       | Aeropuerto de Bucaramanga    |                    |               |
|        |       |               |                   |              | 6602   |       | Km 69         | Girón                                                            |                    |        |       |               |                              |                    |               |
|        |       |               |                   |              | 6602   |       | Km 71         | Palenque Cruce 45AST8                                            |                    |        |       |               |                              |                    |               |
|        |       |               |                   |              | 6602   |       | Km 72,69      | Bucaramanga                                                      |                    |        |       |               |                              |                    |               |
|        |       |               |                   |              | 6603   |       | Km 0          | Bucaramanga                                                      |                    |        |       |               |                              |                    |               |
|        |       |               |                   |              | 6603   |       | Km 8          | Inicio doble calzada                                             |                    |        |       |               |                              |                    |               |
|        |       |               |                   |              | 6603   |       | Km 16         | Vía a Tona (66ST01)                                              |                    |        |       |               |                              |                    |               |
|        |       |               |                   |              | 6603   |       | Km 18         | FIn doble calzada                                                |                    |        |       |               |                              |                    |               |
|        |       |               |                   |              | 6603   |       | Km 23         | La Corcova (Floridablanca)                                       |                    |        |       |               |                              |                    |               |
|        |       |               |                   |              | 6603   |       | Km 39         | Vía a Sevilla (Piedecuesta)                                      |                    |        |       |               |                              |                    |               |
|        |       |               |                   |              | 6603   |       | Km 48         | Peaje Picacho                                                    |                    |        |       |               |                              |                    |               |
|        |       |               |                   |              | 6603   |       | Km 52         | Vía Veredal de Tona                                              |                    |        |       |               |                              |                    |               |
|        |       |               |                   |              | 6603   |       | Km 62         | Vía Veredal de Tona                                              |                    |        |       |               |                              |                    |               |
|        |       |               |                   |              | 6603   |       | Km 62         | Berlín (Tona) Vía a Vetas y California (Izq.) Vía a Guaca (Der.) |                    |        |       |               |                              |                    |               |
|        |       |               |                   |              | 6603   |       | Km 69         | Cuestaboba (Tona) Norte de Santander                             |                    |        |       |               |                              |                    |               |
|        |       |               |                   |              | 6603   |       | Km 74         | Vía a Vetas por el Páramo de Saturbán                            |                    |        |       |               |                              |                    |               |
|        |       |               |                   |              | 6603   |       | Km 77         | Vía a Vetas por el Páramo de Saturbán                            |                    |        |       |               |                              |                    |               |
|        |       |               |                   |              | 6603   |       | Km 87         | La Laguna (Mutiscua) Vía a Silos (66NS01)                        |                    |        |       |               |                              |                    |               |
|        |       |               |                   |              | 6603   |       | Km 98         | Vía a Mutiscua (66NS02)                                          |                    |        |       |               |                              |                    |               |
|        |       |               |                   |              | 6603   |       | Km 110        | Vía a Curpaga (Cácota)                                           |                    |        |       |               |                              |                    |               |
|        |       |               |                   |              | 6603   |       | Km 111        | Vía alterna a Pamplona                                           |                    |        |       |               |                              |                    |               |
|        |       |               |                   |              | 6603   |       | Km 112        | Altamira (Pamplona)                                              |                    |        |       |               |                              |                    |               |
|        |       |               |                   |              | 6603   |       | Km 114        | Vía a Cucutilla, Arboledas y Puente Gómez (66NS05)               |                    |        |       |               |                              |                    |               |
|        |       |               |                   |              | 6603   |       | Km 122        | Pamplona                                                         |                    |        |       |               |                              |                    |               |
|        |       |               |                   |              | 6603   |       | Km 123,91     | Cruce 5505                                                       |                    |        |       |               |                              |                    |               |
|        |       |               |                   |              | 6604   |       | Km 0          | Cruce 5505 La Lejía (Cácota)                                     |                    |        |       |               |                              |                    |               |
|        |       |               |                   |              | 6604   |       | Km 10         | Vía a El Enciso                                                  |                    |        |       |               |                              |                    |               |
|        |       |               |                   |              | 6604   |       | Km 15         | Cruce Río Caraba                                                 |                    |        |       |               |                              |                    |               |
|        |       |               |                   |              | 6604   |       | Km 23         | Vía a Labateca y Toledo (66NS03)                                 |                    |        |       |               |                              |                    |               |
|        |       |               |                   |              | 6604   |       | Km 25         | Cruce Río Caraba                                                 |                    |        |       |               |                              |                    |               |
|        |       |               |                   |              | 6604   |       | Km 26         | Chorro Colorado Vía a Toledo e Iscala (66NS04)                   |                    |        |       |               |                              |                    |               |
|        |       |               |                   |              | 6604   |       | Km 36         | Vía a San Luis de Chucarima (Chitagá)                            |                    |        |       |               |                              |                    |               |
|        |       |               |                   |              | 6604   |       | Km 41         | Cruce Río                                                        |                    |        |       |               |                              |                    |               |
|        |       |               |                   |              | 6604   |       | Km 53         | Cruce Río Colorado                                               |                    |        |       |               |                              |                    |               |
|        |       |               |                   |              | 6604   |       | Km 69         | Miralindo (Toledo)                                               |                    |        |       |               |                              |                    |               |
|        |       |               |                   |              | 6604   |       | Km 86         | Cruce Río                                                        |                    |        |       |               |                              |                    |               |
|        |       |               |                   |              | 6604   |       | Km 98         | Cruce Río                                                        |                    |        |       |               |                              |                    |               |
|        |       |               |                   |              | 6604   |       | Km 101        | Samore (Toledo)                                                  |                    |        |       |               |                              |                    |               |
|        |       |               |                   |              | 6604   |       | Km 108        | Boyacá                                                           |                    |        |       |               |                              |                    |               |
|        |       |               |                   |              | 6604   |       | Km 119        | Gibraltar (Cubará)                                               |                    |        |       |               |                              |                    |               |
|        |       |               |                   |              | 6604   |       | Km 120        | Vía a la Quebrada La Gritona                                     |                    |        |       |               |                              |                    |               |
|        |       |               |                   |              | 6604   |       | Km 121        | Cruce Quebrada la Gritona                                        |                    |        |       |               |                              |                    |               |
|        |       |               |                   |              | 6604   |       | Km 121        | Cubará                                                           |                    |        |       |               |                              |                    |               |
|        |       |               |                   |              | 6604   |       | Km 130        | Cruce Quebrada                                                   |                    |        |       |               |                              |                    |               |
|        |       |               |                   |              | 6604   |       | Km 134        | Cruce Río Royota                                                 |                    |        |       |               |                              |                    |               |
|        |       |               |                   |              | 6604   |       | Km 137        | Bojabá Vía veredal Cubará                                        |                    |        |       |               |                              |                    |               |
|        |       |               |                   |              | 6604   |       | Km 139        | Cruce Río Bojabá Arauca                                          |                    |        |       |               |                              |                    |               |
|        |       |               |                   |              | 6604   |       | Km 150        | Saravena Cruce Ruta 6515                                         |                    |        |       |               |                              |                    |               |
|        |       |               |                   |              | 6605   |       | Km 0          | Tame Cruce Ruta 6515                                             |                    |        |       |               |                              |                    |               |
|        |       |               |                   |              | 6605   |       | Km 20         | Beloyes Vía a Rincón Hondo                                       |                    |        |       |               |                              |                    |               |
|        |       |               |                   |              | 6605   |       | Km 21         | Cruce Río Cravo Norte                                            |                    |        |       |               |                              |                    |               |
|        |       |               |                   |              | 6605   |       | Km 27         | Flor Amarillo                                                    |                    |        |       |               |                              |                    |               |
|        |       |               |                   |              | 6605   |       | Km 28         | Caño Limón (Tame)                                                |                    |        |       |               |                              |                    |               |
|        |       |               |                   |              | 6605   |       | Km 46         | Santo Domingo (Tame)                                             |                    |        |       |               |                              |                    |               |
|        |       |               |                   |              | 6605   |       | Km 50         | Caño Verde (Arauquita)                                           |                    |        |       |               |                              |                    |               |
|        |       |               |                   |              | 6605   |       | Km 57         | Cruce Río                                                        |                    |        |       |               |                              |                    |               |
|        |       |               |                   |              | 6605   |       | Km 62         | Pueblo Nuevo Vía a Tamacay (65AR03)                              |                    |        |       |               |                              |                    |               |
|        |       |               |                   |              | 6605   |       | Km 65         | Cruce Río Ele                                                    |                    |        |       |               |                              |                    |               |
|        |       |               |                   |              | 6605   |       | Km 83         | Vía Vereda La Gloria (Arauquita)                                 |                    |        |       |               |                              |                    |               |
|        |       |               |                   |              | 6605   |       | Km 88         | Panamá de Arauca (Arauquita)                                     |                    |        |       |               |                              |                    |               |
|        |       |               |                   |              | 6605   |       | Km 93         | Vía Vereda La Gloria (Arauquita)                                 |                    |        |       |               |                              |                    |               |
|        |       |               |                   |              | 6605   |       | Km 104        | Vía a Bocas del Eje (Arauquita)                                  |                    |        |       |               |                              |                    |               |
|        |       |               |                   |              | 6605   |       | Km 112        | Selvas de Lipia (Arauquita)                                      |                    |        |       |               |                              |                    |               |
|        |       |               |                   |              | 6605   |       | Km 131        | Vía a Cravo Norte (66AR02)                                       |                    |        |       |               |                              |                    |               |
|        |       |               |                   |              | 6605   |       | Km 131,97     | Corocoro (Arauca)                                                |                    |        |       |               |                              |                    |               |
|        |       |               |                   |              | 6606   |       | Km 0          | Corocoro (Arauca)                                                |                    |        |       |               |                              |                    |               |
|        |       |               |                   |              | 6606   |       | Km 12         | La Becerra (Arauca) Vía a La Saya (Arauca)                       |                    |        |       |               |                              |                    |               |
|        |       |               |                   |              | 6606   |       | Km 20         | La Antioqueña (Arauca) Vía a Arauquita y Saravena (66AR05)       |                    |        |       |               |                              |                    |               |
|        |       |               |                   |              | 6606   |       | Km 35         | Vía a El Caracol y Puerto Colombia (Arauca)                      |                    |        |       |               |                              |                    |               |
|        |       |               |                   |              | 6606   |       | Km 37         | Acceso alterno a Arauca por El Olímpico y Los Barrancos          |                    |        |       |               |                              |                    |               |
|        |       |               |                   |              | 6606   |       | Km 40         | Arauca                                                           |                    |        |       |               |                              |                    |               |
|        |       |               |                   |              | 6606   |       | Km44,28       | Puente Internacional José Antonio Páez Cruce Río Arauca          |                    |        |       |               |                              |                    |               |
| ------ | ----- | ------------- | ----------------- | ------------ | ------ | ----- | ------------- | ---------------------------------------------------------------- | ------------------ | ------ | ----- | ------------- | ---------------------------- | ------------------ | ------------- |